# Puchar Polski w hokeju na lodzie 2007
Puchar Polski w hokeju na lodzie 2007 – 10. edycja Pucharu Polski w hokeju na lodzie została rozegrana w dniach od 4 września do 29 grudnia 2007 roku.

## Plan rozgrywek
Rozgrywki składały się w czterech części:
- Runda wstępna: 4 września-2 października 2007
- Ćwierćfinał: 23–27 listopada 2007
- Półfinał: 28 grudnia 2007
- Finał: 29 grudnia 2007

## Runda wstępna

### Pierwsze mecze
| 18 września 2007 | Zagłębie ZSME Sosnowiec | – | MUKS Naprzód Janów  | 2:2 (1:1, 0:0, 1:1) |
| 18 września 2007 | Wojas Podhale Nowy Targ | – | HC GKS Katowice     | 5:0 (walkower)      |
| 4 września 2007  | JKH Czarne Jastrzębie   | – | Stoczniowiec Gdańsk | 3:0 (0:0, 2:0, 1:0) |

### Rewanże
| 2 października 2007  | Zagłębie ZSME Sosnowiec | – | MUKS Naprzód Janów      | 7:2 (3:0, 3:0, 1:2) |
| 20 października 2007 | HC GKS Katowice         | – | Wojas Podhale Nowy Targ | 2:6 (0:0, 0:1, 2:5) |
| 9 października 2007  | Stoczniowiec Gdańsk     | – | JKH Czarne Jastrzębie   | 5:1 (4:0, 1:0, 0:1) |

## Ćwierćfinały

### Pierwsze mecze
| 23 października 2007 | Zagłębie ZSME Sosnowiec | – | Polonia Bytom                     | 7:2 (4:1, 1:1, 2:0)             |
| 4 grudnia 2007       | Wojas Podhale Nowy Targ | – | Cracovia                          | 3:5 (0:2, 0:2, 3:1)             |
| 23 października 2007 | Stoczniowiec Gdańsk     | – | TKH ThyssenKrupp Energostal Toruń | 2:3 (p.d.) (0:0, 1:1, 1:1, 0:1) |

### Rewanże
| 27 listopada 2007 | Zagłębie ZSME Sosnowiec | – | Polonia Bytom                     | 4:3 (1:0, 1:2, 2:1) |
| 9 grudnia 2007    | Wojas Podhale Nowy Targ | – | Cracovia                          | 0:5 (walkower)      |
| 27 listopada 2007 | Stoczniowiec Gdańsk     | – | TKH ThyssenKrupp Energostal Toruń | 2:4 (0:0, 2:3, 0:1) |

## Turniej finałowy

### Półfinały
| 28 grudnia 2007 | GKS Tychy               | – | TKH ThyssenKrupp Energostal Toruń | 5:1 (0:0, 3:1, 2:0) |
| 28 grudnia 2007 | Zagłębie ZSME Sosnowiec | – | Cracovia                          | 3:6 (1:2, 2:2, 0:2) |

### Finał
| 29 grudnia 2007 | Cracovia | 1:2 pk. | GKS Tychy | Stadion Zimowy, Tychy |

| Szczegóły      | Szczegóły | Szczegóły            | Szczegóły | Szczegóły |
| -------------- | --- | -------------------- | --- | --- |
| Godzina: 18:15 | (J. Kłys) F. Drzewiecki (EQ) 59:16 Rzuty karne: R. Hlouch (V) | (0:0, 0:1, 1:0, 0:0) | 29:06 (EQ) T. Proszkiewicz (M. Garbocz) Rzuty karne: (V) T. Proszkiewicz (V) R. Bacul | Sędzia główny: Przemysław Kępa (Nowy Targ) Sędziowie liniowi: Patryk Pyrskała (Katowice) Artur Hyliński (Oświęcim) |
| Godzina: 18:15 | 30 min. kar ? strzałów |                      | 26 min. kar ? strzałów | Sędzia główny: Przemysław Kępa (Nowy Targ) Sędziowie liniowi: Patryk Pyrskała (Katowice) Artur Hyliński (Oświęcim) |
| Godzina: 18:15 | Skład: Bramkarz R. Radziszewski I piątka M. Csorich (2), J. Kuc (2) L. Laszkiewicz, M. Badžo (2), R. Hlouch (14) II piątka O. Marcińczak, M. Dulęba M. Piotrowski, G. Pasiut (4), F. Drzewiecki III piątka P. Noworyta, J. Kłys (2) S. Witowski, S. Kowalówka (2), D. Spirin IV piątka T. Landowski, A. Černý S. Urban, M. Cieślak, M. Dubel Trener Rudolf Roháček |                      | Skład: Sobecki - Śmiełowski, Sokół, Sarnik, Garbocz, Proszkiewicz - Jakes, Kotlorz, Gawlina, Justka, Wołkowicz - Majkowski, Gonera, Woźnica, Jakubik, Bagiński - Krzak, Parzyszek, Bacul | Sędzia główny: Przemysław Kępa (Nowy Targ) Sędziowie liniowi: Patryk Pyrskała (Katowice) Artur Hyliński (Oświęcim) |